# Maria Anna d'Àustria (emperadriu romanogermànica)
|  | Aquest article tracta sobre la infanta d'Espanya. Si cerqueu la reina d'Espanya, vegeu «Maria Anna d'Àustria (monarca consort d'Espanya)». |

Maria Anna d'Àustria (El Escorial, 18 d'agost de 1606—Linz, 13 de maig de 1646) va ser una infanta d'Espanya, filla de Felip III, que va esdevenir emperadriu del Sacre Imperi Romanogermànic pel seu matrimoni amb Ferran III.

## Orígens familiars
Nascuda al Monestir de l'Escorial l'any 1606 essent filla del rei Felip III d'Espanya i de l'arxiduquessa Margarida d'Àustria. Marianna era neta per via paterna del rei Felip II d'Espanya i de l'arxiduquessa Anna d'Àustria i d'Habsburg i per via materna de l'arxiduc Carles II d'Àustria i de la princesa Maria Anna de Baviera.

## Estratègies matrimonials
El 1614, quan encara era una nena, es va negociar el seu matrimoni amb Carles I d'Anglaterra, aleshores príncep de Gal·les, un casament que no es va arribar a celebrar. El matrimoni es frustrà per les pressions del Papat que no veia amb bons ulls el casament d'una infanta espanyola amb l'hereu d'una Corona protestant. Davant la negativa, Carles I d'Anglaterra es casà amb la princesa Enriqueta Maria de França.

## Matrimoni i descendència
El 20 de febrer de l'any 1631 es casà amb el futur emperador Ferran III, aleshores rei d'Hongria i de Bohèmia, fill de l'emperador Ferran II i de la princesa Maria Anna de Baviera. La parella tingué sis fills:
- Ferran IV d'Hongria (Viena, 1633-1654).[1]
- Maria Anna d'Àustria (Neustad, 1634-Madrid, 1696), casada amb Felip IV d'Espanya.[1]
- Felip August d'Àustria (Viena, 1636-1639).
- Maximilià Tomàs d'Àustria (Viena, 1637-1639).
- Leopold I, emperador romanogermànic (Viena, 1640-1705), casat amb la infanta Margarida d'Espanya i en segones núpcies amb l'arxiduquessa Clàudia Felicitat d'Àustria; i, en terceres núpcies amb la princesa Elionor del Palatinat-Neuburg.[1]
- Maria d'Àustria (Viena, 1646-1646), morta pocs dies després de néixer.

## Mort
Marianna morí el 1646 a conseqüència de les afeccions creades arran del seu últim part, el de l'arxiduquessa Maria que també morí.